# Gigatón
El gigatón es una unidad de medida que no pertenece al Sistema Internacional de Unidades.
A diferencia de la palabra de la que deriva, (tonelada) que es medida de masa, se utiliza con más significados:
- Con el significado de masa: un gigatón es una abreviatura de giga tonelada (109 t). Equivale en el SI a 1015 gramos.
- Con significado de energía: un gigatón  equivale a la energía liberada por la explosión de un Giga tonelada de TNT.  Equivale en el SI a 4,184×1018 julios (equivale a un terremoto algo más fuerte que el de Santiago de Chile en 1985 y más débil que el de China en 2008).